# Tourdun
Tourdun település Franciaországban, Gers megyében. Lakosainak száma 126 fő (2022. január 1.). Tourdun Armous-et-Cau, Beaumarchés, Courties, Juillac, Marciac és Scieurac-et-Flourès községekkel határos.

## Népesség
A település népessége az elmúlt években az alábbi módon változott:
| Lakosok száma | 97   | 85   | 91   | 99   | 101  | 105  | 117  | 128  | 131  | 126  |
|               | 1968 | 1982 | 1990 | 2006 | 2013 | 2015 | 2017 | 2019 | 2020 | 2022 |